# Sien van Hulst
Aafke Gesina (Sien) van Hulst (Harlingen, 28 januari 1868 – Utrecht, 11 oktober 1930) was een Nederlandse grondlegster van de wijkverpleging en de professionalisering hiervan.

## Levensloop
Van Hulst werd geboren in Harlingen en was de dochter van de steenfabrikant Jan van Hulst en Rijkje Tjallingii. Het gezin was zeer religieus en was welgesteld. Ze waren nauw betrokken bij de gemeente en zetten zich in voor de minderbedeelden in Harlingen. Nadat haar vader in 1884 overleed, kwam een deel van de verzorging van haar jongere broers, waarvan één met epilepsie, en zusje op haar schouders terecht.

### Wijkverpleging
Al op jonge leeftijd hield Van Hulst zich op eigen initiatief bezig met hulp aan zieken. Zo bezocht ze in 1894 de achterbuurten van Harlingen, waaronder de Bargebuurt, om daar ziekten op te zoeken en te verplegen. Naar verluidt zou zij in het begin bekogeld zijn met stenen door wijkbewoners, maar won zij langzaamaan hun vertrouwen. In tegenstelling tot in Engeland was wijkverpleging in Nederland nog een onbekend begrip. Geïnspireerd door dr. P.H. van Eden startte Van Hulst de 'Vereniging voor Wijkverpleging en Ziekenzorg' in 1896. Gelijktijdig werden dergelijke initiatieven ook in andere delen van Nederland, waaronder in Rotterdam, gestart.
Van Hulst werkte volgens het motto ‘Door allen, voor allen’ en streefde naar meer toegankelijkheid van fatsoenlijke verpleging. Dit werd niet door iedereen goed ontvangen. Door haar initiatief zag het lokale ziekenhuis het aantal patiënten afnemen. Daarnaast zou ‘de wijkverpleging den dokter van een belangrijk deel van zijn inkomsten ontroven'. Op 30 oktober 1902 ging de door Van Hulst opgerichte 'Vereniging voor Wijkverpleging en Ziekenzorg' op in de Harlingse afdeling van het Groene Kruis. Vervolgens ging ze lezingen in het land verzorgen om het kruiswerk te promoten en de oprichting van plaatselijke afdelingen te bevorderen. In 1911 werd ze penningmeester van het Groene Kruis in Utrecht.

Van Hulst richtte zich in haar werk veel op kraamvrouwen en pasgeborenen. Zo gaf ze cursussen aan bakers en jonge moeders. 
In 1907 bracht Van Hulst een pamflet uit genaamd Reinheid, rust en regelmaat over de nieuwe inzichten omtrent zuigelingenzorg. Voor moeders die laaggeletterd waren, liet ze de gezonde leefprincipes uitbeelden door middel van grote illustraties. Voor minderbedeelden werd een uitleenmagazijn gecreëerd waar zij praktische hulpmiddelen konden lenen, de latere 'kruisgebouwen'. Dankzij haar inzet een grootschalige sensibiliseringscampagne waren er in 1909 in Friesland 107 plaatselijke afdelingen van Het Groene Kruis. Totaal hadden zij bijna 42.000 leden. In 1909 stopte Van Hulst met haar werk als wijkverpleegkundige en vertrok ze naar Utrecht om aldaar voor het A.N.V. (Algemene Nederlandse Vereniging Het Groene Kruis) te gaan werken.

### Opleiding
Dr. van Eden was net als Van Hulst een voorstander van 'huisverpleging door gediplomeerd zusters'. Van Hulst kon zelf haar verpleegstersopleiding niet volledig afronden, omdat zij door haar thuissituatie niet drie jaar intern in een ziekenhuis kon wonen. Volgens Van Hulst moest er een goede balans zijn tussen theorie en praktijk bij de opleiding van een wijkverpleegkundige. Bij de opleiding in Utrecht gingen leerling-wijkverpleegsters mee met een ervaren verpleegster, maar Van Hulst achtte dit niet voldoende. Ook was Van Hulst van mening dat een wijkverpleegkundige zowel een zieken- als een krankzinnigenverpleegster zou moeten zijn. Daarnaast was een ziekenhuisopleiding in orde als het gaat om het verwerven van een algemene basiskennis, maar was dit geen volwaardige opleiding tot wijkverpleegkundige. Een wijkverpleegkundige moet veel meer zelfstandig kunnen werken, en om die reden moest de opleiding tot wijkverpleegkundige gezien worden als een specialisme.
In 1920 werd om die reden begonnen met een aanvullende cursus voor verpleegkundigen die reeds in het bezit waren van een diploma A voor ziekenhuisverpleegkunde en een diploma kraamverpleging. In vierenhalve maand kregen zij les in gezondheidsleer, de bestrijding van ziekten, ziekenverpleging, afwijkingen bij kinderen en volwassenen, beroepsethiek, sociale en hygiënische wetten en armenzorg en sociale zorg voor zieken. In deze periode werden zowel huisbezoeksters als wijkverpleegkundigen ingezet als sociaal-hygiënische hulpkrachten die huisbezoeken deden en adviezen gaven. Volgens Van Hulst hadden wijkverpleegkundigen, net als huisbezoeksters, een opvoedende functie, maar waren wijkverpleegkundigen in de eerste plaats verpleegsters.
Vanaf 1927 werd de cursus voor wijkverpleegkundigen aangeboden als éénjarige opleiding via de Amsterdamse School voor Maatschappelijk Werk. In 1928 werd deze opleiding officieel erkend als specialisme. Voor de reeds werkende wijkverpleegkundigen werd in 1927 door Van Hulst de Nederlandsche Bond van Wijkverpleegsters opgericht.
In 1927 bij het 25-jarig bestaan van Het Groene Kruis werd Van Hulst geridderd in de Orde van Oranje-Nassau. Enkele jaren later, op 11 oktober 1930, overleed zij in Utrecht na een lang ziekbed. Haar bezittingen liet ze na aan het Groene Kruis.

## Vernoemingen
- Het huis aan de Noordijs 21 in Harlingen staat bekend als het Sien van Hulst huis.[6]
- In 2022 werd er een straat in Harlingen vernoemd naar Van Hulst: de Sien van Hulstlaan.[7]
- Het naar Van Hulst vernoemde 'Mej. A.G. van Hulstfonds', dat in 1988 fuseert met 'Fonds de Gavere', werd opgericht om projecten die het welzijn van inwoners van Friesland te bevorderen.[8]